# Agglomération au Québec
Une agglomération au Québec constitue un territoire regroupant des municipalités qui sont liées pour la réalisation de compétences communes, telles la gestion et la prestation de services municipaux. L'une des municipalités liées est désignée « municipalité centrale » et a compétence exclusive pour la prestation de certains services municipaux sur son territoire comme sur celui des autres municipalités de l'agglomération. Par exemple, l'évaluation foncière, les services de police et de sécurité incendie, le transport en commun et l'assainissement des eaux sont usuellement des services municipaux sous la responsabilité de la municipalité centrale. Outre son conseil municipal, la municipalité centrale jouit d'un conseil d'agglomération formé de certains de ses élus et d'élus des autres municipalités liées afin de déterminer les orientations dans les matières qui concernent l'agglomération. L'agglomération ne constitue donc pas une entité juridique distincte de la municipalité centrale, elle se traduit plutôt par une séparation dans les services qu'elle offre qui obéissent aux orientations prises non pas par un conseil municipal, mais par un conseil d'agglomération et qui s'étendent à un territoire plus vaste.  
Les agglomérations au Québec sont créées le 1er janvier 2006 et constituent une suite directe de la réorganisation des municipalités du Québec, amorcée au début des années 2000 et qui avait occasionné plusieurs fusions de municipalités. En offrant à certaines villes mécontentes des fusions imposées par le gouvernement précédent la possibilité de défusionner, le gouvernement de Jean Charest ne leur avait pas permis de retrouver toute l'autonomie qu'elles avaient avant le 1er janvier 2002. En effet, les municipalités ainsi reconstituées demeurent liées à la municipalité centrale, de laquelle elles se sont défusionnées. Cela permettait d'assurer des compétences d'agglomération, alors que les municipalités reconstituées seraient chargées des compétences de proximité.

## Partage des compétences
La Loi 9 sur les démembrements prévoit une séparation-type des compétences d'agglomération et de proximité.
Par contre, la situation actuelle n'est pas celle qui prévaut à la Loi 9. 
La Loi 6 proposée par la ministre des Affaires municipales et des Régions, Nathalie Normandeau, en octobre 2007, vient modifier la répartition des compétences pour l'agglomération de Longueuil et de Québec. 
Finalement, la Loi sur l’exercice de certaines compétences municipales dans certaines agglomérations (chapitre E-20.001 des Lois refondues du Québec) s'applique maintenant et définit de façon générale le partage des pouvoirs entre les villes liées et les villes centrales.

### Compétences d'agglomération
Un conseil d'agglomération, formé de représentants élus de toutes les municipalités, centrale et reconstituées, est créé. Ce conseil possède les pouvoirs de décision, de taxation et de tarification pour les services d'agglomération. 
Le nombre de voix de chacune des municipalités à ce conseil est accordé selon sa population.
Le conseil d'agglomération prend ses décisions à la majorité des voix. La municipalité centrale peut exercer un droit de veto.
Pour des raisons d'efficacité et d'équité, ce conseil d'agglomération exerce sur l'ensemble de l'agglomération certaines compétences d'intérêt collectif, les compétences d'agglomération :
- l'évaluation foncière ;
- la gestion des cours d'eau municipaux ;
- les services de sécurité civile ;
- les services de sécurité incendie ;
- les services de police ;
- le centre d'urgence 9-1-1 ;
- la mise en œuvre des schémas de couverture de risques en sécurité incendie et de sécurité civile ;
- la cour municipale ;
- le logement social ;
- l'aide destinée aux sans-abri ;
- l'élimination et la valorisation des matières résiduelles ;
- dans certains cas, les équipements et infrastructures d'alimentation en eau, sauf les conduites locales ;
- dans certains cas, les équipements et infrastructures d'assainissement des eaux usées, sauf les conduites locales ;
- la mise en œuvre du plan de gestion des matières résiduelles ;
- l'élaboration et l'adoption du plan de gestion des matières résiduelles ;
- le transport collectif des personnes ;
- la gestion des rues et des routes du réseau artériel ;
- la promotion économique, y compris à des fins touristiques, hors du territoire d'une municipalité de l'agglomération ;
- l'accueil touristique ;
- le ou les centres des congrès ;
- le ou les parcs industriels ;
- le ou les ports d'importance ;
- le ou les aéroports d'importance ;
- tout lieu ou toute installation destinée à recevoir la neige ramassée sur le territoire de plusieurs municipalités liées ;
- le conseil des arts ;
- toute autre compétence anciennement accordée à la MRC ou à la communauté urbaine dans le cas où la ville a succédé à celle-ci, incluant le schéma d'aménagement et de développement, le schéma de sécurité civile, le schéma de couverture de risques en matière de sécurité incendie et le centre local de développement.

### Compétences de proximité
Un conseil municipal local formé de représentants élus, selon les dispositions sur les élections et les référendums municipaux, possède les pouvoirs de décision, de taxation et de tarification pour les services de proximité. 
Le conseil local de la municipalité reconstituée est responsable de la gestion des services suivants :
- le plan d'urbanisme, la réglementation et les dérogations mineures ;
- la délivrance de permis de construction et de rénovation ;
- les programmes d'amélioration de quartier ;
- les conduites locales d'aqueduc et d'égout ;
- dans certains cas, les équipements et infrastructures d'alimentation en eau ;
- dans certains cas, les autres équipements et installations d'assainissement des eaux usées ;
- le ramassage et le transport des matières résiduelles ;
- la gestion des rues locales ;
- la réglementation en matière de protection incendie, de nuisance, de salubrité publique ;
- les équipements locaux, de sport ou de culture ;
- les bibliothèques locales ;
- les parcs locaux ;
- les marchés publics ;
- la délivrance des licences pour vélos, animaux, etc. ;
- le réseau municipal de production, de transport et de distribution d'électricité.

## Liste
La liste suivante répertorie les onze agglomérations du Québec qui portent chacune le nom de la municipalité centrale qui les constituent. Les villes qui constituent chaque agglomération sont également indiquées.

### Agglomération de Montréal
- Montréal
- Baie-D'Urfé
- Beaconsfield
- Côte-Saint-Luc
- Dollard-des-Ormeaux
- Dorval
- Hampstead
- Kirkland
- L'Île-Dorval
- Montréal-Est
- Montréal-Ouest
- Mont-Royal
- Pointe-Claire
- Sainte-Anne-de-Bellevue
- Senneville
- Westmount

### Agglomération de Longueuil
- Longueuil
- Boucherville
- Brossard
- Saint-Bruno-de-Montarville
- Saint-Lambert

### Agglomération de Québec
- Québec
- L'Ancienne-Lorette
- Saint-Augustin-de-Desmaures

### Agglomération de Sainte-Agathe-des-Monts
- Sainte-Agathe-des-Monts
- Ivry-sur-le-Lac

### Agglomération de Mont-Tremblant
- Mont-Tremblant
- Lac-Tremblant-Nord

### Agglomération de Cookshire-Eaton
- Cookshire-Eaton
- Newport

### Agglomération de Rivière-Rouge
- Rivière-Rouge
- La Macaza

### Agglomération de Sainte-Marguerite–Estérel
- Sainte-Marguerite-du-Lac-Masson
- Estérel

### Agglomération des Îles-de-la-Madeleine
- Îles-de-la-Madeleine
- Grosse-Île

### Agglomération de La Tuque
- La Tuque
- La Bostonnais
- Lac-Édouard

### Agglomération de Mont-Laurier
- Mont-Laurier
- Saint-Aimé-du-Lac-des-Îles